# Spitzer Haaransatz

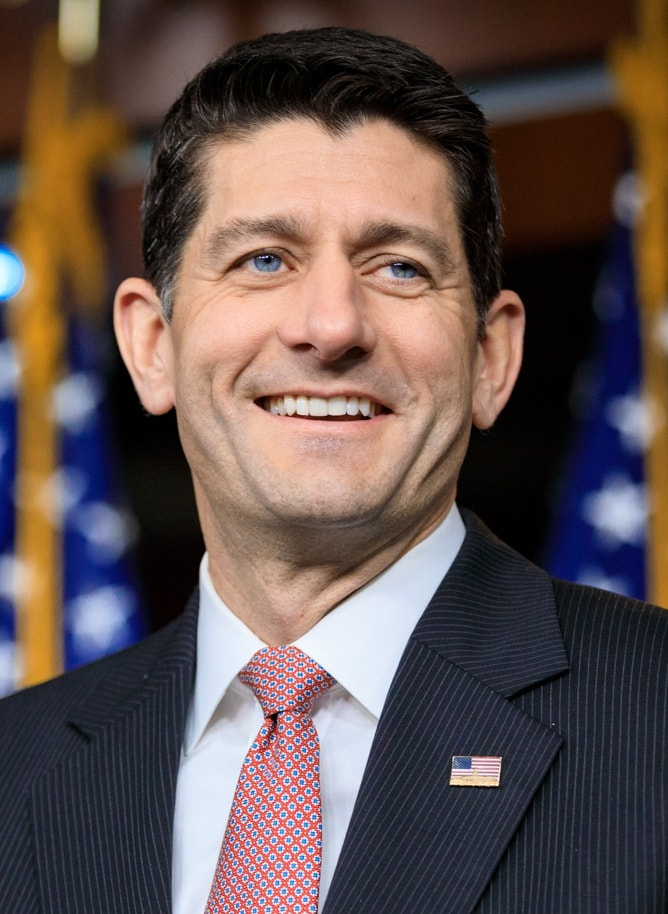
Spitzer Haaransatz bei einem Mann (Paul Ryan)

Ein spitzer Haaransatz (englisch Widow’s peak, wörtlich übersetzt: „Witwenspitze“) ist ein absteigender V-förmiger Bereich in der Mitte des Haaransatzes oberhalb der Stirn.
Das Merkmal des spitzen Haaransatzes wird autosomal-dominant vererbt. Das Allel „spitzer Haaransatz“ dominiert über das Allel „gerader Haaransatz“.
Der englische Name Widow’s peak ist vermutlich eine Anlehnung an die Form einer von Witwen im 16. Jahrhundert getragenen Kappe (Biquoquet). Im englischen Sprachraum wird diese Bezeichnung für beide Geschlechter verwendet.

## Syndrome, die im Zusammenhang mit einem spitzen Haaransatz stehen
Während in den meisten Fällen ein spitzer Haaransatz ein völlig normales genetisches Merkmal wie beispielsweise Rothaarigkeit oder angewachsene Ohrläppchen ist, sind einige sehr seltene Erbkrankheiten mit dem Phänotyp „spitzer Haaransatz“ verbunden. So gibt es eine offensichtliche Beziehung zwischen Hypertelorismus (großer Augenabstand) und spitzem Haaransatz.
Bei den folgenden Syndromen, die auch im Zusammenhang mit Hypertelorismus stehen, wird häufig auch der Phänotyp „spitzer Haaransatz“ ausgebildet:
- Das Aarskog-Scott-Syndrom[10] (X-chromosomal-rezessiv, teilweise auch autosomal-rezessiv)[11][12]
- Die Kranio-fronto-nasale Dysplasie (CFNS), (X-chromosomal-dominant, Genlocus Xq12)[13][14]
- Die Frontonasale Dysplasie (sporadische Mutationen)[15][16]
- Das Waardenburg-Syndrom (WS1) (autosomal-dominant, Genlocus 2q35)[17][18]
- Die rezessive Form des Fazio-genito-digitalen Syndroms (meist X-chromosomal)[19]
- Das Opitz-BBB/G-Syndrom (autosomal-dominant und X-chromosomal-rezessiv)[20]
- Das Widow’s-peak-Syndrom (X-chromosomal-dominant)[21][22]